# Tafresz
Tafresz (perski: تفرش) – miasto w Iranie, w ostanie Markazi. W 2016 roku liczyło 16 493 mieszkańców.